# Cosio Valtellino
Cosio Valtellino (lombardul: Cös) település Olaszországban, Sondrio megyében. Lakosainak száma 5515 fő (2023. január 1.). Cosio Valtellino Bema, Cercino, Mantello, Morbegno, Rasura, Rogolo és Traona községekkel határos.

## Népesség
A település népességének változása:
| Lakosok száma | 5543 | 5512 | 5515 |
|               | 2017 | 2018 | 2023 |